# Darlin Yongwa
Darlin Zidane Yongwa Ngameni (Douala, 22 settembre 2000) è un calciatore camerunese, difensore del Lorient e della nazionale camerunese.

## Carriera

### Club
Cresciuto nel settore giovanile del Brasseries du Cameroun, il 28 febbraio 2019 firma il suo contratto da professionista con il Niort. Ha esordito in prima squadra e fra i professionisti il 27 settembre successivo, in occasione dell'incontro di Ligue 2 pareggiato per 2-2 contro l'Auxerre.
Il 24 giugno 2022 viene acquistato dal Lorient, militante in Ligue 1, con cui firma un contratto quadriennale.

### Nazionale
Il 23 settembre 2022 ha esordito con la nazionale camerunese, disputando l'amichevole persa per 0-2 contro l'Uzbekistan.

## Statistiche

### Presenze e reti nei club
Statistiche aggiornate al 14 febbraio 2025.
| Stagione        | Squadra         | Campionato      | Campionato | Campionato | Coppe nazionali | Coppe nazionali | Coppe nazionali | Coppe continentali | Coppe continentali | Coppe continentali | Altre coppe | Altre coppe | Altre coppe | Totale | Totale |
| Stagione        | Squadra         | Comp            | Pres       | Reti       | Comp            | Pres            | Reti            | Comp               | Pres               | Reti               | Comp        | Pres        | Reti        | Pres   | Reti   |
| --------------- | --------------- | --------------- | ---------- | ---------- | --------------- | --------------- | --------------- | ------------------ | ------------------ | ------------------ | ----------- | ----------- | ----------- | ------ | ------ |
| feb.-giu. 2019  | Niort 2         | N3              | 3          | 0          | -               | -               | -               | -                  | -                  | -                  | -           | -           | -           | 3      | 0      |
| 2019-2020       | Niort 2         | N3              | 11         | 0          | -               | -               | -               | -                  | -                  | -                  | -           | -           | -           | 11     | 0      |
| Totale Niort 2  | Totale Niort 2  | Totale Niort 2  | 14         | 0          |                 | -               | -               |                    | -                  | -                  |             | -           | -           | 14     | 0      |
| 2019-2020       | Niort           | L2              | 8          | 0          | CF+CdL          | 3+1             | 0               | -                  | -                  | -                  | -           | -           | -           | 12     | 0      |
| 2020-2021       | Niort           | L2              | 27+2       | 0          | CF              | 1               | 0               | -                  | -                  | -                  | -           | -           | -           | 30     | 0      |
| 2021-2022       | Niort           | L2              | 31         | 0          | CF              | -               | -               | -                  | -                  | -                  | -           | -           | -           | 31     | 0      |
| Totale Niort    | Totale Niort    | Totale Niort    | 66+2       | 0          |                 | 5               | 0               |                    | -                  | -                  |             | -           | -           | 73     | 0      |
| 2022-2023       | Lorient         | L1              | 14         | 1          | CF              | 3               | 0               | -                  | -                  | -                  | -           | -           | -           | 17     | 1      |
| 2023-2024       | Lorient         | L1              | 22         | 1          | CF              | 0               | 0               | -                  | -                  | -                  | -           | -           | -           | 22     | 1      |
| 2024-2025       | Lorient         | L2              | 22         | 0          | CF              | 0               | 0               | -                  | -                  | -                  | -           | -           | -           | 22     | 0      |
| Totale Lorient  | Totale Lorient  | Totale Lorient  | 58         | 2          |                 | 3               | 0               |                    | -                  | -                  |             | -           | -           | 61     | 2      |
| Totale carriera | Totale carriera | Totale carriera | 140        | 2          |                 | 8               | 0               |                    | -                  | -                  |             | -           | -           | 148    | 2      |

### Cronologia presenze e reti in nazionale
| Cronologia completa delle presenze e delle reti in nazionale ― Camerun | Cronologia completa delle presenze e delle reti in nazionale ― Camerun | Cronologia completa delle presenze e delle reti in nazionale ― Camerun | Cronologia completa delle presenze e delle reti in nazionale ― Camerun | Cronologia completa delle presenze e delle reti in nazionale ― Camerun | Cronologia completa delle presenze e delle reti in nazionale ― Camerun | Cronologia completa delle presenze e delle reti in nazionale ― Camerun | Cronologia completa delle presenze e delle reti in nazionale ― Camerun |
| Data                                                                   | Città                                                                  | In casa                                                                | Risultato                                                              | Ospiti                                                                 | Competizione                                                           | Reti                                                                   | Note                                                                   |
| ---------------------------------------------------------------------- | ---------------------------------------------------------------------- | ---------------------------------------------------------------------- | ---------------------------------------------------------------------- | ---------------------------------------------------------------------- | ---------------------------------------------------------------------- | ---------------------------------------------------------------------- | ---------------------------------------------------------------------- |
| 23-9-2022                                                              | Goyang                                                                 | Camerun                                                                | 0 – 2                                                                  | Uzbekistan                                                             | Amichevole                                                             | -                                                                      | 87’                                                                    |
| 12-10-2023                                                             | Mosca                                                                  | Russia                                                                 | 1 – 0                                                                  | Camerun                                                                | Amichevole                                                             | -                                                                      | 76’                                                                    |
| 16-10-2023                                                             | Lens                                                                   | Senegal                                                                | 1 – 0                                                                  | Camerun                                                                | Amichevole                                                             | -                                                                      |                                                                        |
| 17-11-2023                                                             | Douala                                                                 | Camerun                                                                | 3 – 0                                                                  | Mauritius                                                              | Qual. Mondiali 2026                                                    | -                                                                      |                                                                        |
| 21-11-2023                                                             | Bengasi                                                                | Libia                                                                  | 1 – 1                                                                  | Camerun                                                                | Qual. Mondiali 2026                                                    | -                                                                      |                                                                        |
| 9-1-2024                                                               | Gedda                                                                  | Zambia                                                                 | 1 – 1                                                                  | Camerun                                                                | Amichevole                                                             | 1                                                                      |                                                                        |
| 15-1-2024                                                              | Yamoussoukro                                                           | Camerun                                                                | 1 – 1                                                                  | Guinea                                                                 | Coppa d'Africa 2023 - 1º turno                                         | -                                                                      |                                                                        |
| 23-1-2024                                                              | Bouaké                                                                 | Gambia                                                                 | 2 – 3                                                                  | Camerun                                                                | Coppa d'Africa 2023 - 1º turno                                         | -                                                                      | 80’                                                                    |
| 13-11-2024                                                             | Johannesburg                                                           | Namibia                                                                | 0 – 0                                                                  | Camerun                                                                | Qual. Coppa d'Africa 2025                                              | -                                                                      | 78’                                                                    |
| 9-6-2025                                                               | Marrakech                                                              | Guinea Equatoriale                                                     | 1 – 1                                                                  | Camerun                                                                | Amichevole                                                             | -                                                                      | 81’                                                                    |
| Totale                                                                 |                                                                        | Presenze                                                               | 10                                                                     |                                                                        | Reti                                                                   | 1                                                                      |                                                                        |

## Palmarès

### Club

#### Competizioni nazionali
- Campionato francese di seconda divisione: 1

Lorient: 2024-2025